# Hopsten
Hopsten is een plaats en gemeente in de Duitse deelstaat Noordrijn-Westfalen, gelegen in de Kreis Steinfurt. De gemeente Hopsten telt 7.643 inwoners (31 december 2020) op een oppervlakte van 99,78 km².

## Indeling van de gemeente

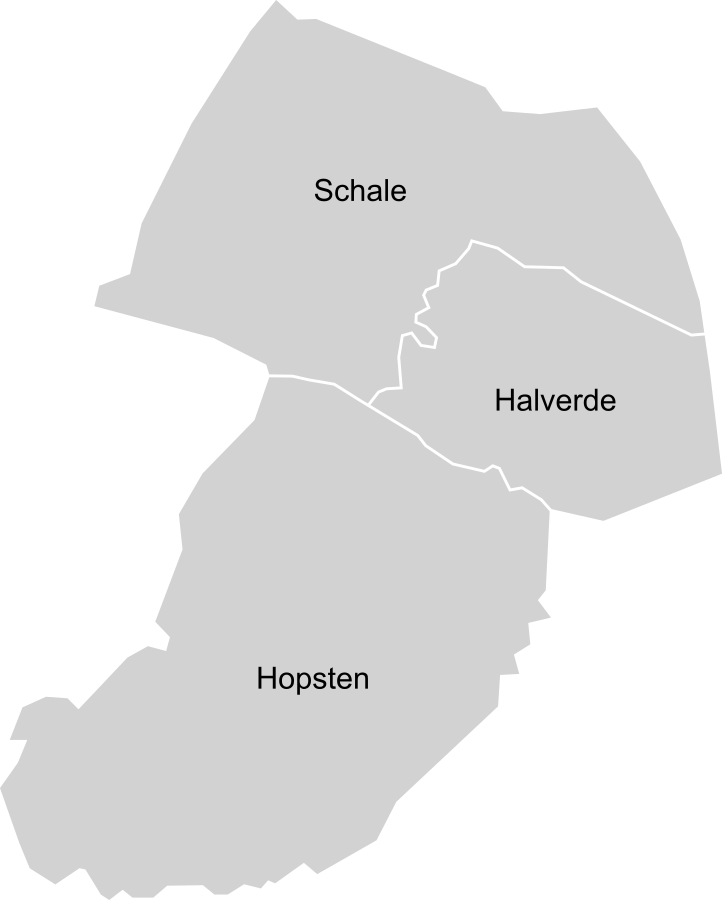
De Ortsteile van Hopsten
Dorpswapen Halverde
Oude dorpswapen Hopsten
Dorpswapen Schale

| Ortsteil | Oppervlakte | Inwoners (31 dec. 2017) |
| -------- | ----------- | ----------------------- |
| Hopsten  | 48,70 km²   | 5.301                   |
| Halverde | 17,17 km²   | 1.052                   |
| Schale   | 33,95 km²   | 1.248                   |
| Totaal   | 99,82 km²   | 7.601                   |

Het voormalige Hopstener gehucht Ostenwalde behoort niet meer tot Hopsten, maar tot Hörstel.
Tot eind 1974 waren deze drie plaatsen Halverde, Hopsten en Schale zelfstandige gemeentes binnen het Amt Hopsten.
De overgrote meerderheid van de christenen in de gemeente is rooms-katholiek.

## Ligging, verkeer, vervoer
Hosten ligt in het noordwesten van de deelstaat Noordrijn-Westfalen op de grens met Nedersaksen. Het door kleine stuwwallen uit de laatste ijstijden ietwat heuvelachtige landschap lijkt op dat in de Nederlandse provincie Drenthe: zandgrond met akkerland en bos, afgewisseld door hoogveen. Slechts 10 à 20 km zuidwaarts bevinden zich de westelijkste uitlopers van het Teutoburger Woud. Door de gemeente stromen diverse beken, die allemaal Aa heten.

### Buurgemeentes
De buurgemeentes in het Tecklenburger Land zijn Hörstel, Recke en Ibbenbüren. In het Nedersaksische Emsland liggen de buurplaatsen Freren en Schapen, gem. Spelle. In het Osnabrücker Land liggen de buurgemeentes Fürstenau en Voltlage, dat deel uitmaakt van de Samtgemeinde Neuenkirchen.
Economisch en onderwijskundig is Hopsten sterk op de grotere steden Ibbenbüren en vooral Osnabrück georiënteerd.

### Wegverkeer
Het dorp Hopsten wordt doorsneden door een hoofdweg (geen Bundesstraße) van Lingen in het noordwesten via Beesten, gem. Freren langs Schapen, gem. Spelle, en de andere richting op zuidoostwaarts naar de Bundesstraße 65 bij Ibbenbüren. In Hopsten kruist deze weg een secundaire weg vanuit Hörstel en Dreierwalde, gem. Hörstel in het zuidwesten, en de andere richting op naar Halverde, gem. Hopsten in het noordoosten.
In de zuidelijke buurgemeentes Hörstel en Ibbenbüren zijn afritten van de Autobahn A30, op 12 à 18 km van het dorp Hopsten vandaan.

### Openbaar vervoer
Het openbaar vervoer in de gemeente is ronduit zwak ontwikkeld. Men kan van een belbus (ter plaatse Taxi-Bus geheten) naar Recke gebruik maken en daar de lijnbus naar o.a. Osnabrück nemen. Er zijn, op werkdagen en buiten de schoolvakanties, verder alleen in de ochtendspits en 's middags enige busdiensten voor scholierenvervoer.

## Economie
In Hopsten is het hoofdkantoor alsmede de eerste van twee fabrieken gevestigd van een producent van o.a. zware, dikwandige stalen leidingen, tanks voor op vrachtauto's en goederentreinen  e.d.. De andere fabriek van deze onderneming staat in het naburige Schapen, gemeente Spelle. Een bijzonder probleem voor deze onderneming is het vervoer van het gereed product per vrachtauto naar de afnemers toe. Vaak moeten de vrachtauto's moeizaam door de kern van het dorp Hopsten manoeuvreren. De gemeente heeft speciaal daarvoor enige kleine aanpassingen aan de route laten uitvoeren, maar in een rondweg om het dorp is voorlopig niet voorzien. Intussen is het kijken naar de doortocht van een zwaar transport voor de jeugd van het dorp Hopsten tot een attractie geworden.
De in 1864 op initiatief van Wilhelm Emmanuel von Ketteler gestichte kerkkaarsenfabriek bestaat nog steeds.
Voor het overige draait de economie van de gemeente op de landbouw en daaraan gerelateerd midden- en kleinbedrijf. Veel inwoners van de gemeente zijn woonforensen, die (doorgaans met de auto of op de fiets) pendelen naar hun werkkring in steden in de omtrek.

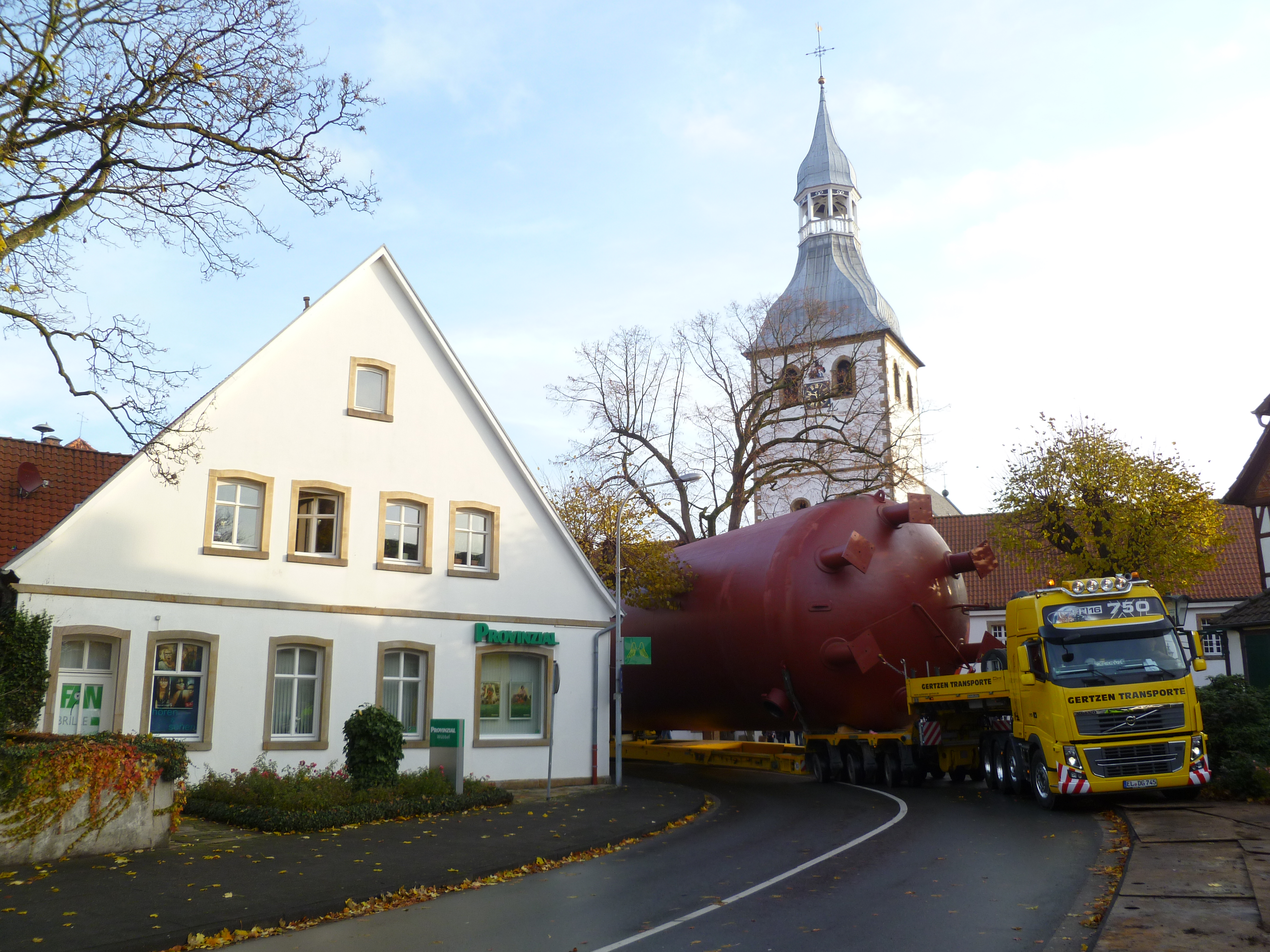
Transport van een zware ketel in Hopsten op de Marktplatz

## Geschiedenis

### Tot 1648
Voor de plaatsnaam Hopsten wordt de volgende verklaring gegeven: De eerste boeren, die zich hier vestigden troffen een drassig veenlandschap met daartussen enige hoger gelegen zandruggen en -heuveltjes aan. Ze moesten met hun boerderij  auf einen "Hop seten", op een hobbel gaan zitten.
Evenals voor de meeste dorpen in de omgeving geldt, dateert de eerste vermelding van Hopsten uit het jaar 890, toen de Abdij van Werden i.v.m. heffing van tienden of andere belastingen een uitgebreid register van bezittingen opstelde. Het gebied van de huidige gemeente behoorde vanaf 1236 tot het Graafschap Tecklenburg, dat het (met uitzondering van het dorp Schale) tijdens een oorlog in het jaar 1400 verloor aan het Prinsbisdom Münster, dat er sindsdien een wig tussen het noorden en het zuiden van de graafschappen Tecklenburg en Lingen bezat. 
Het dorp Schale had van 1278 tot de Dertigjarige Oorlog een nonnenklooster van de cisterciënzers. De -in 1899 ingrijpend gerestaureerde- dorpskerk is hiervan nog een overblijfsel.

### 1648-1815
Hopsten behoort, evenals onder andere Spelle en Mettingen, tot de Tödden-dorpen. In de periode van ca. 1680-1860 (in Hopsten slechts tot 1818) waren Tödden handelaren in textiel en andere goederen, die jaarlijks als marskramers naar Nederland en elders reisden om daar hun waren uit te venten. Deze handel bracht vele van deze Tödden economische voorspoed. Zij konden zich grote huizen met fraai gedecoreerde gevels permitteren, en zij konden in de 18e eeuw het geld voor een kerk met interieur in barokstijl bijeenbrengen. Rond 1750 was 10% van de 2.000 zielen tellende bevolking "reizende", d.w.z. ambulant handelaar.  Een Tödde is in het dorpswapen afgebeeld.

#### Haus Nieland
Een van de Töddenfamilies (Poggemann) kon het zich permitteren, een oud kasteel te kopen, dat de naam Poggenburg kreeg. In de 19e eeuw werd dit huis door een familie Nieland gekocht. Het Haus Nieland werd vanaf 1912 tot 1925 trefpunt van een in geheel Duitsland bekende literaire kring met de naam Bund der Werkleute auf Haus Nyland. Dit, omdat veel dichters binnen de kring (weliswaar geromantiseerd, want de boeken en gedichten waren gericht op de hogere kringen) over het leven van arbeiders schreven. Josef Winckler (1881-1966) was de bekendste van de schrijvers en dichters uit deze kring.

### 1815-1945
Na 1818 ontstond in Hopsten en omgeving grote armoede door economische teruggang. Een in die tijd geliefde dorpspastoor was graaf Wilhelm Emmanuel von Ketteler. Hij deed veel voor de armen in het dorp en liet er, teneinde werkgelegenheid te creëren, onder andere een kerkkaarsenfabriek oprichten. Deze Von Ketteler werd later bisschop van Mainz, in welke hoedanigheid hij probeerde binnen de Rooms-Katholieke Kerk organisaties ter behartiging van de belangen van de arbeiders op te richten. Hij was tegenstander van de scheiding van kerk en staat en als politicus met de Deutsche Zentrumspartei verbonden.

#### Vliegbasis
In 1938 werd in het grensgebied van Hopsten en Dreierwalde, gemeente Hörstel, de Fliegerhorst Hopsten, een militair vliegveld, aangelegd, met een in noord-zuidrichting lopende start- en landingsbaan van  drie kilometer lengte. Bijna alle door het Derde Rijk gebruikte vliegtuigtypen hebben de basis tijdens de Tweede Wereldoorlog gebruikt. De Duitse Luftwaffe wist door goed geplaatste Flak (luchtafweergeschut)-opstellingen te verhinderen, dat de geallieerden het vliegveld ernstig beschadigden. De basis werd aan het eind van de oorlog door de Britten veroverd. 
Het terrein bleef verlaten tot het in 1959 als militaire NAVO-basis in gebruik werd genomen. Onder andere waren er vliegtuigen van de United States Air Force met kernbommen gestationeerd. Na de val van de Berlijnse Muur in 1989 nam de luchtmachtactiviteit snel af. In 1999 werd nog wel een nieuwe, 23 meter hoge, verkeerstoren gebouwd. Tussen 2002 tot 2005 waren er alleen nog militaire lesvluchten vanaf de basis en in 2006 werd ze officieel gesloten. Daarna heeft het terrein, vooral de startbaan, nog dienst gedaan als rijvaardigheidstrainingsparcours voor vrachtwagenchauffeurs in spe, en als parkeerterrein voor een fabriek van auto- en tractor-aanhangers. De startbaan werd later opgebroken. Op het terrein, dat gedeeltelijk bebost is, zal volgens planning in de periode 2020-2030 een ziekenhuis, een zonne- en windenergiepark en een 'duurzaam' bedrijventerrein verrijzen.

### Na 1945
Na 1945 vestigden zich in Hopsten enige Heimatvertriebene uit het aan Polen afgestane gebied.
Op 18 juni 2007 werd Hopsten getroffen door een buiten de gemeentegrenzen gebeurde ramp. Op de Autobahn A14 verongelukte bij Könnern een touringcar, die leden van de plaatselijke boerenbond naar Dresden zou vervoeren. Daarbij werden  13 mensen gedood en 36 gewond. Bijna al deze slachtoffers kwamen uit de gemeente Hopsten.

## Bezienswaardigheden
- De rooms-katholieke Sint-Joriskerk te Hopsten (1732-1736; barokstijl; later diverse malen verbouwd en gerestaureerd)
- Haus Nieland: Het niet bewoonde gedeelte van dit kasteelachtige gebouw is een museum, dat ten dele Heimatmuseum is, en ten dele gewijd is aan de literaire kring, die in het gebouw actief geweest is, en aan de Tödden-families uit de gemeente.
- Verspreid in het dorp staan enkele fraaie oude huizen, waaronder een aantal zgn. Tödden-huizen.
- Ten oosten van Schale liggen enkele fraaie natuurgebieden, die men het beste tijdens een fietstocht kan verkennen, zoals het hoogveen Koffituten[2] en verder oostelijk het kleine, oude bos Wiechholz.
- De watermolen van Halverde, waar zowel olie als meel kon worden bereid

## Partnergemeentes
- Lychen, deelstaat Brandenburg, (Duitsland)
- Noves, departement Bouches-du-Rhône, (Frankrijk)

## Belangrijke personen in relatie tot de gemeente

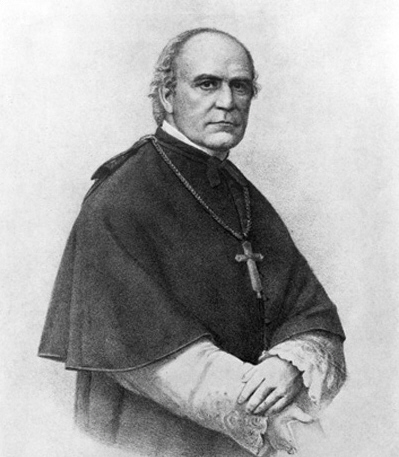
Bisschop Wilhelm Emmanuel von Ketteler, van 1846-1848 pastoor in Hopsten (portret uit 1865)
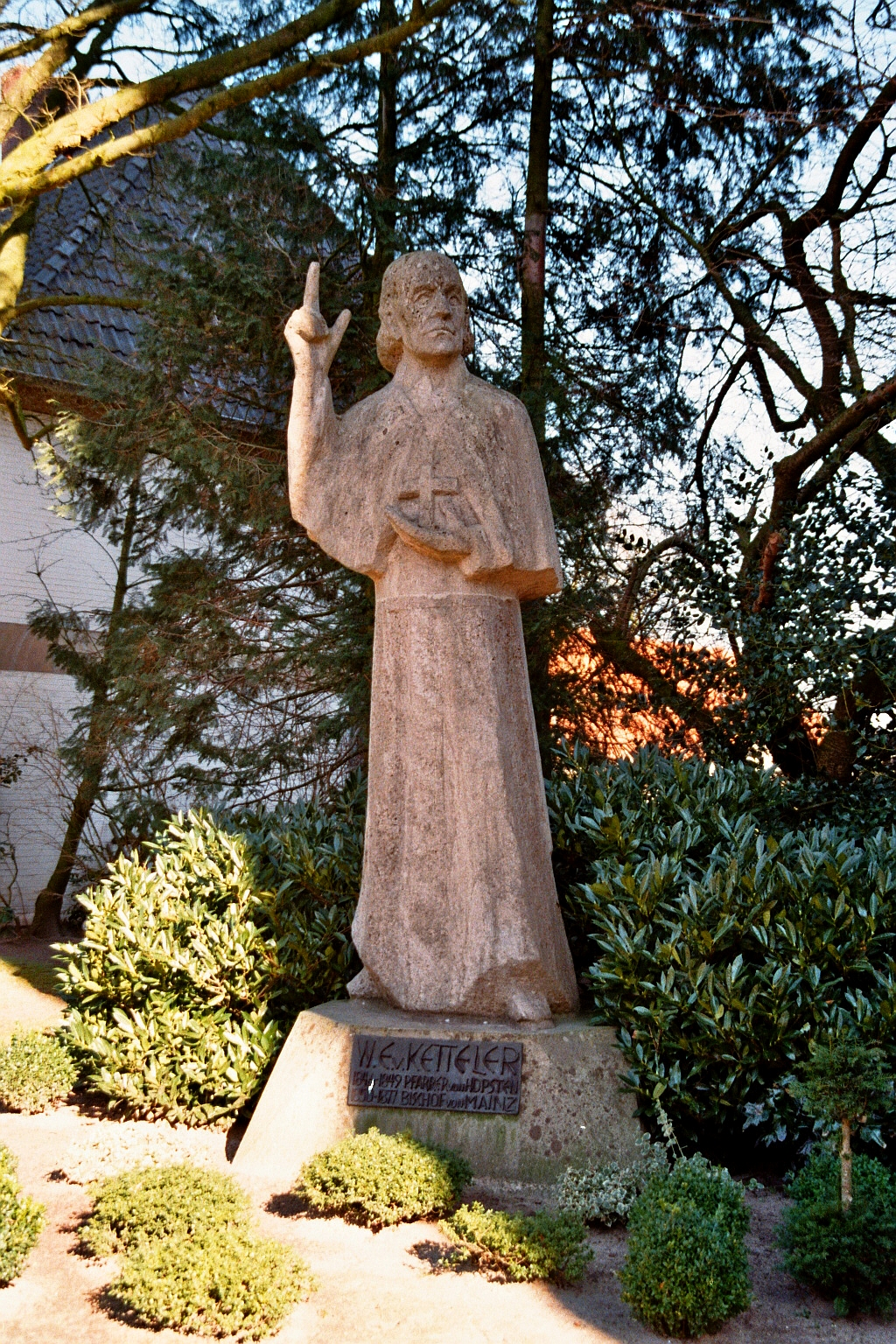
Ketteler-monument bij de kerk van Hopsten
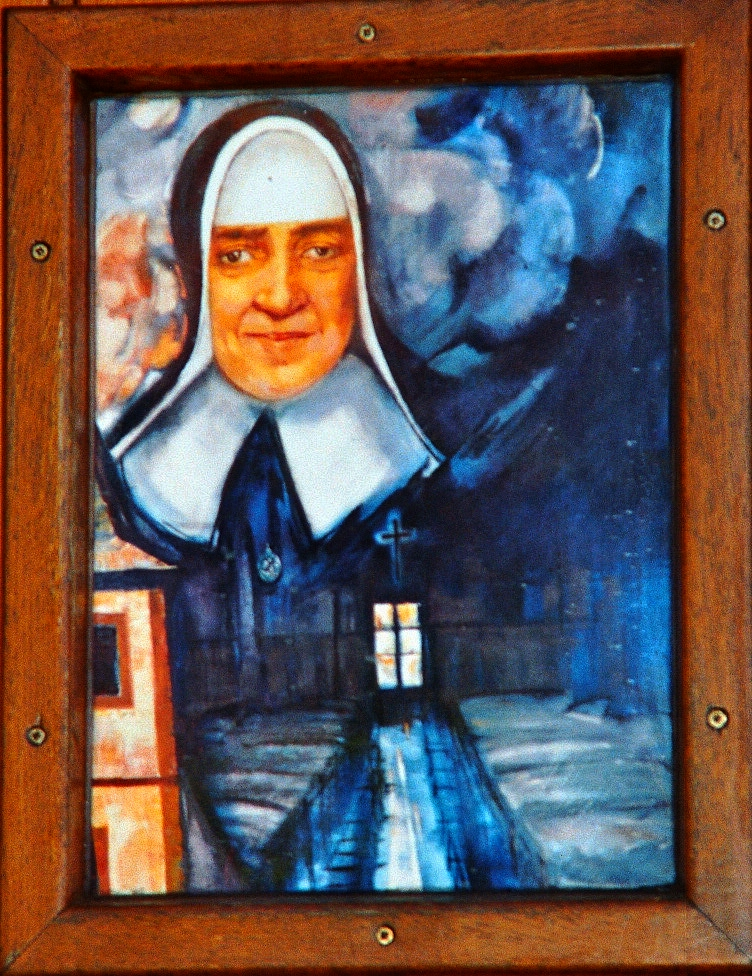
De Z. Zuster Maria Euthymia, schilderij door  Leonard Klosa
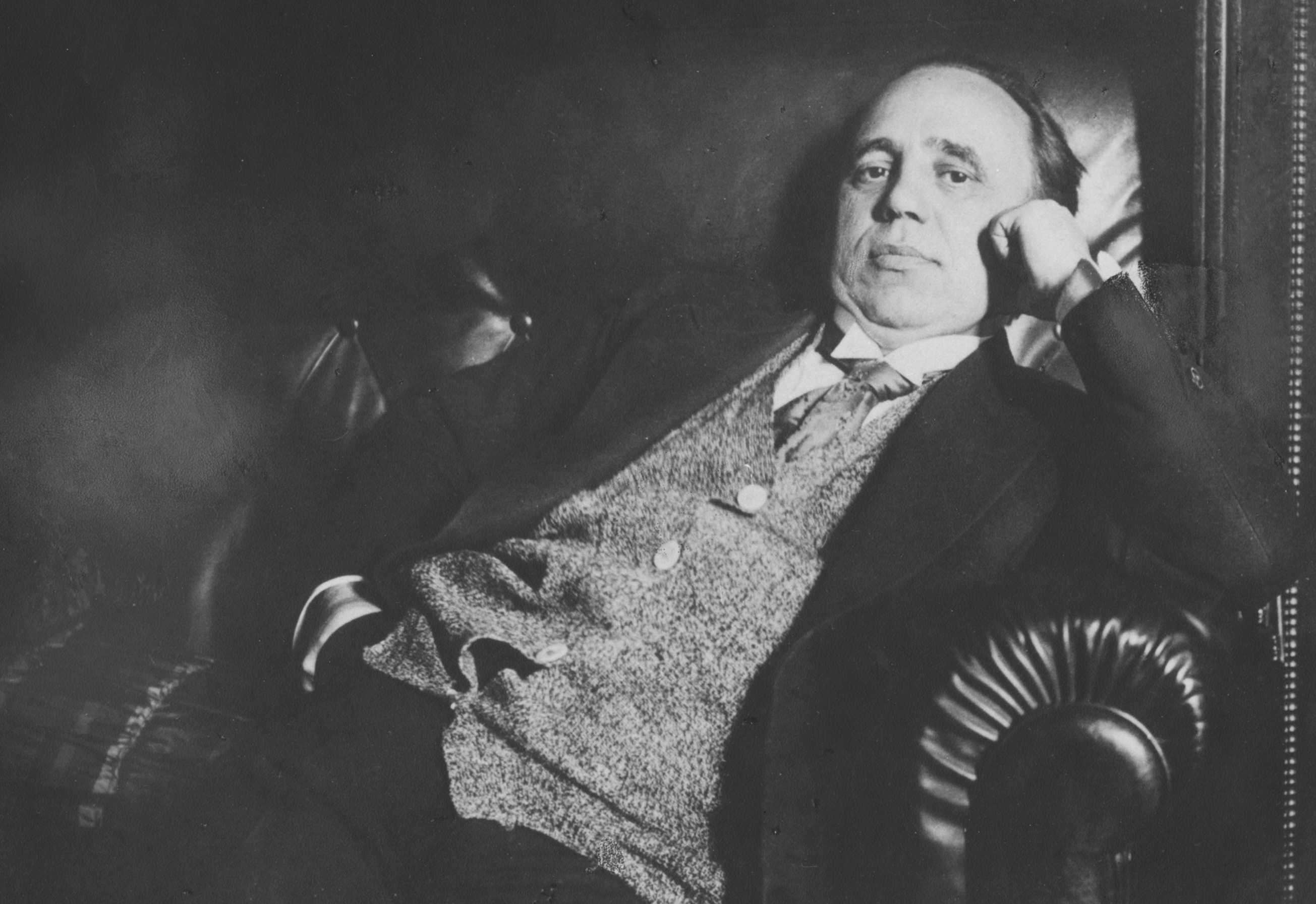
Josef Winckler, ca. 1925

### Geboren
- Zuster Euthymia (Üffing) (1914 te Halverde-1955), verpleegster en non van de Clemens-zusters,[4] in 2001 door Paus Johannes Paulus II .zalig verklaard. Te harer ere is in Halverde van de kerk naar haar geboortehuis een processieweg ingericht.
- Christel (Homeyer-)Schulz (1921-2014), atlete, in o.a. het verspringen groot rivale van Fanny Blankers-Koen
- Franz-Josef Kemper (1945), atleet

### Overigen
- Graaf Wilhelm Emmanuel von Ketteler (1811-1877), van 1846-1848 pastoor te Hopsten, later aartsbisschop van Mainz en een in katholieke kringen tot op de huidige dag geliefd, maar ook omstreden politicus.
- Josef Winckler (1881-1966), Duits schrijver, groeide in het Nieland-Haus te Hopsten op bij de Tödden-familie Nieland , waartoe zijn moeder behoorde; mede-oprichter van een literaire kring aldaar; bekend vanwege zijn over een 19e-eeuwse, schelmachtige edelman[5] handelende schelmenroman en bestseller Der tolle Bomberg (1923), die in 1957 succesvol verfilmd werd met Hans Albers in de titel- en hoofdrol.

## Afbeeldingen

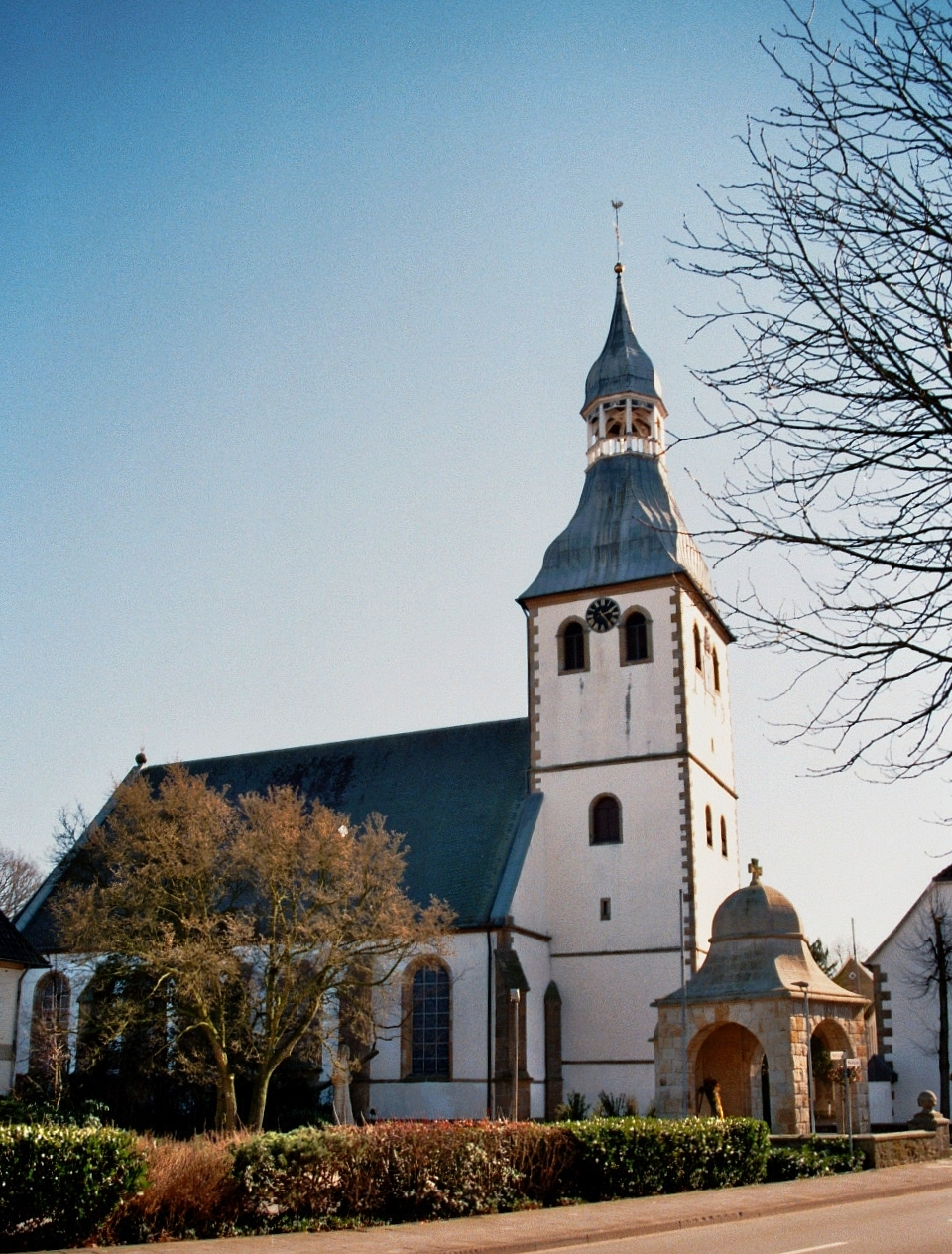
Hopsten, Sint-Joriskerk
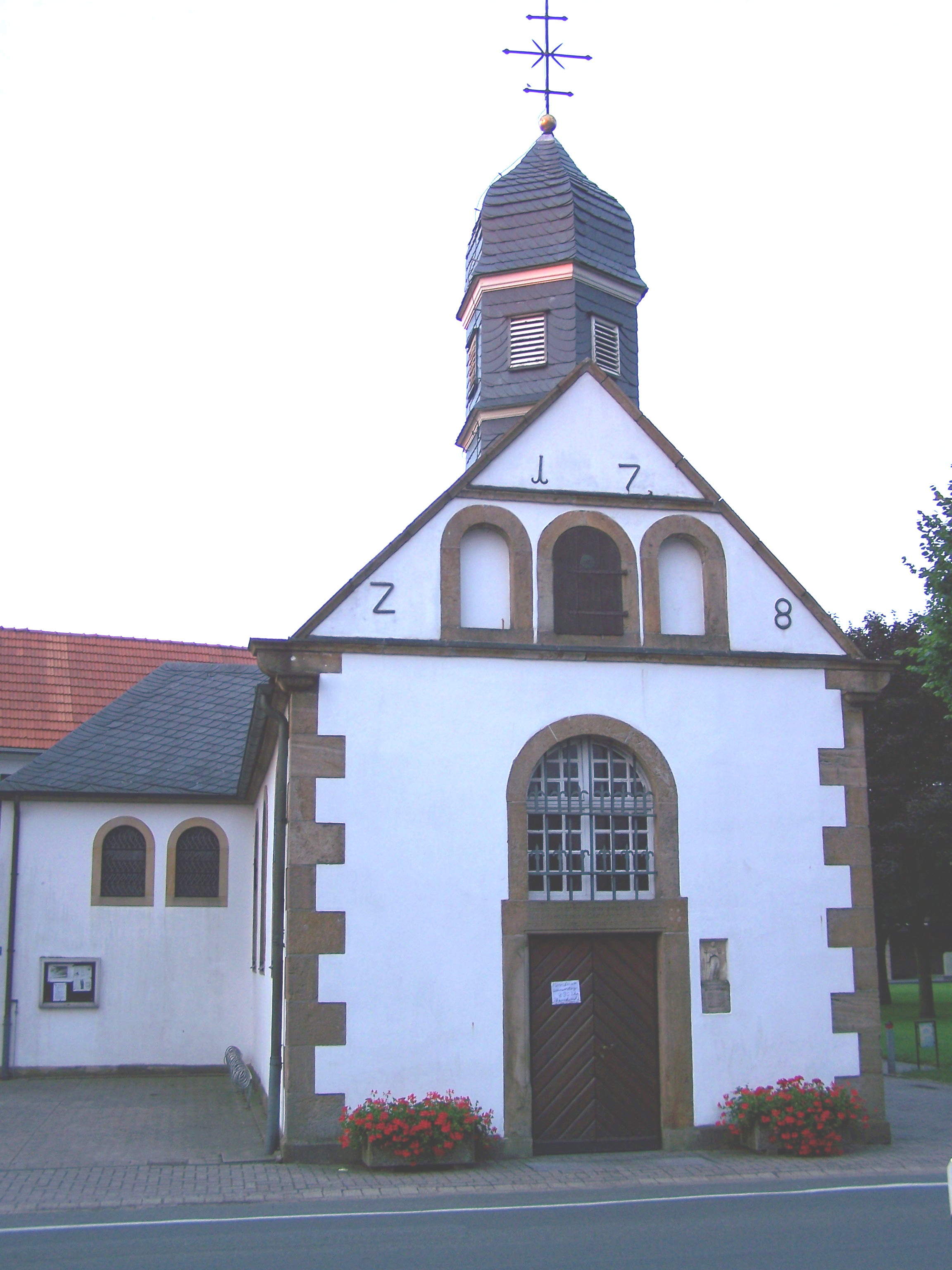
St.-Anna-bedevaartkapel, Breischen, aan de zuidkant van Hopsten; bedevaart jaarlijks gedurende een week in augustus
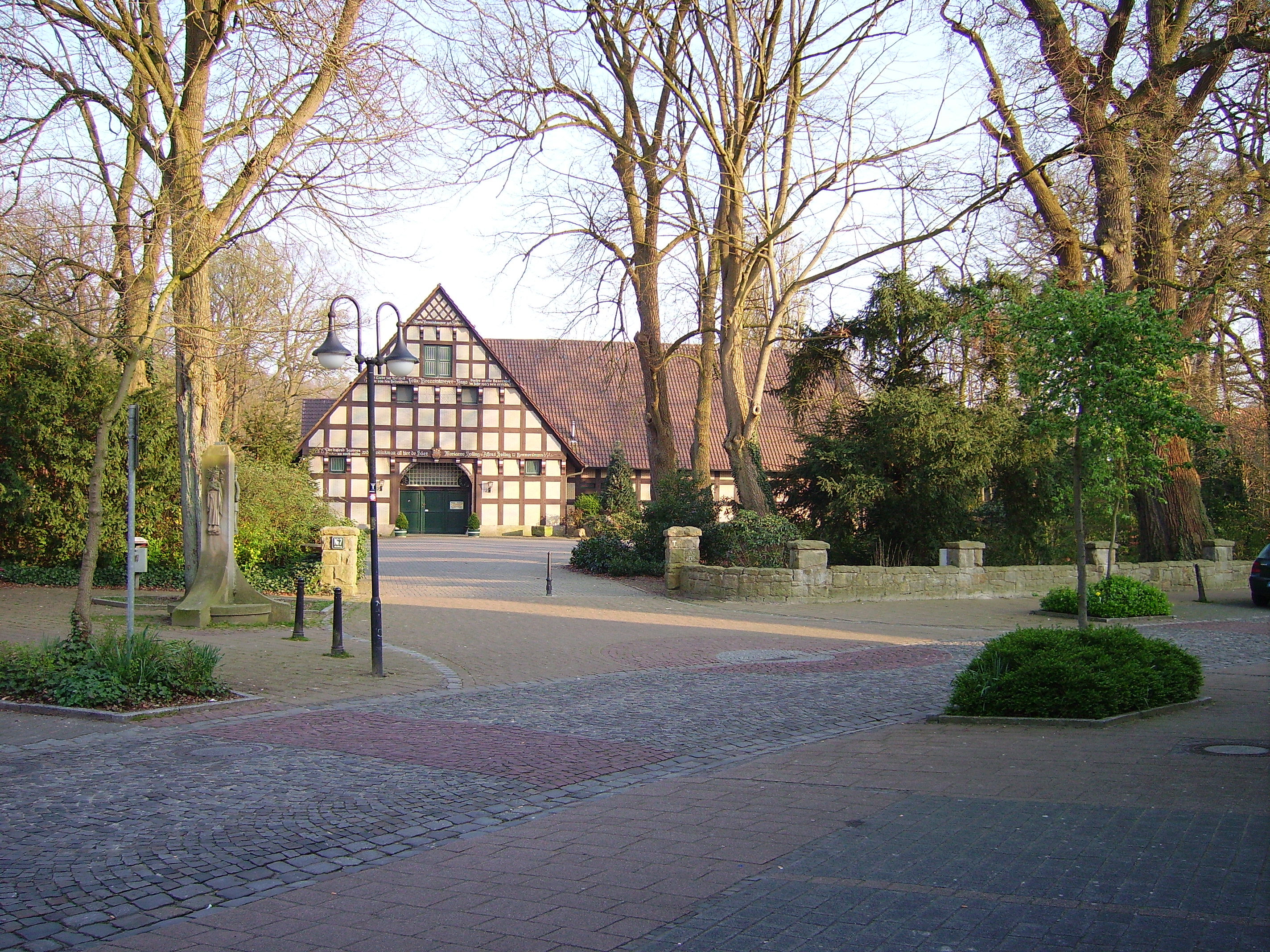
Hof Holling, een van de oudste herenboerderijen van Hopsten. Links een monument voor de Tödden.
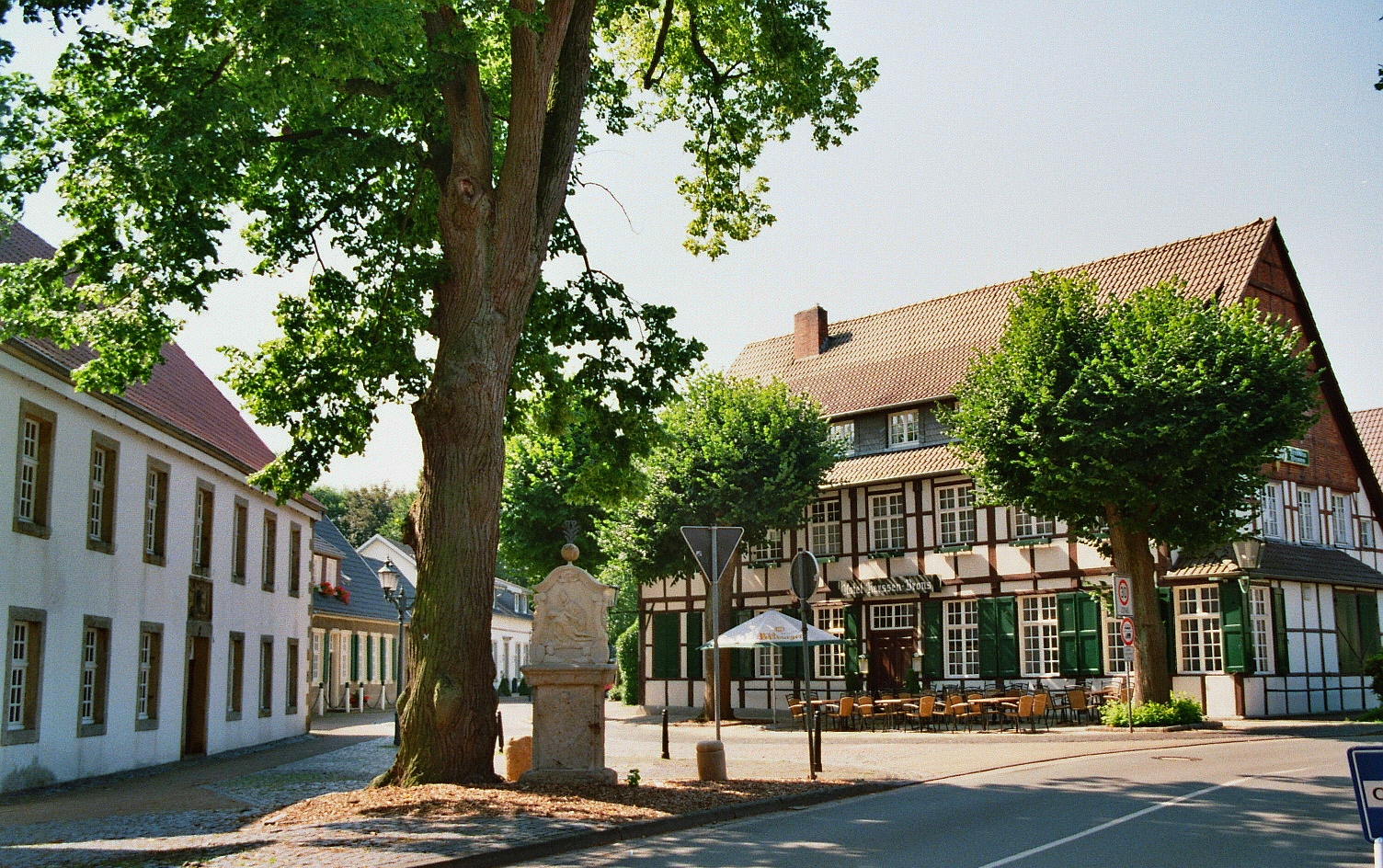
Marktplein
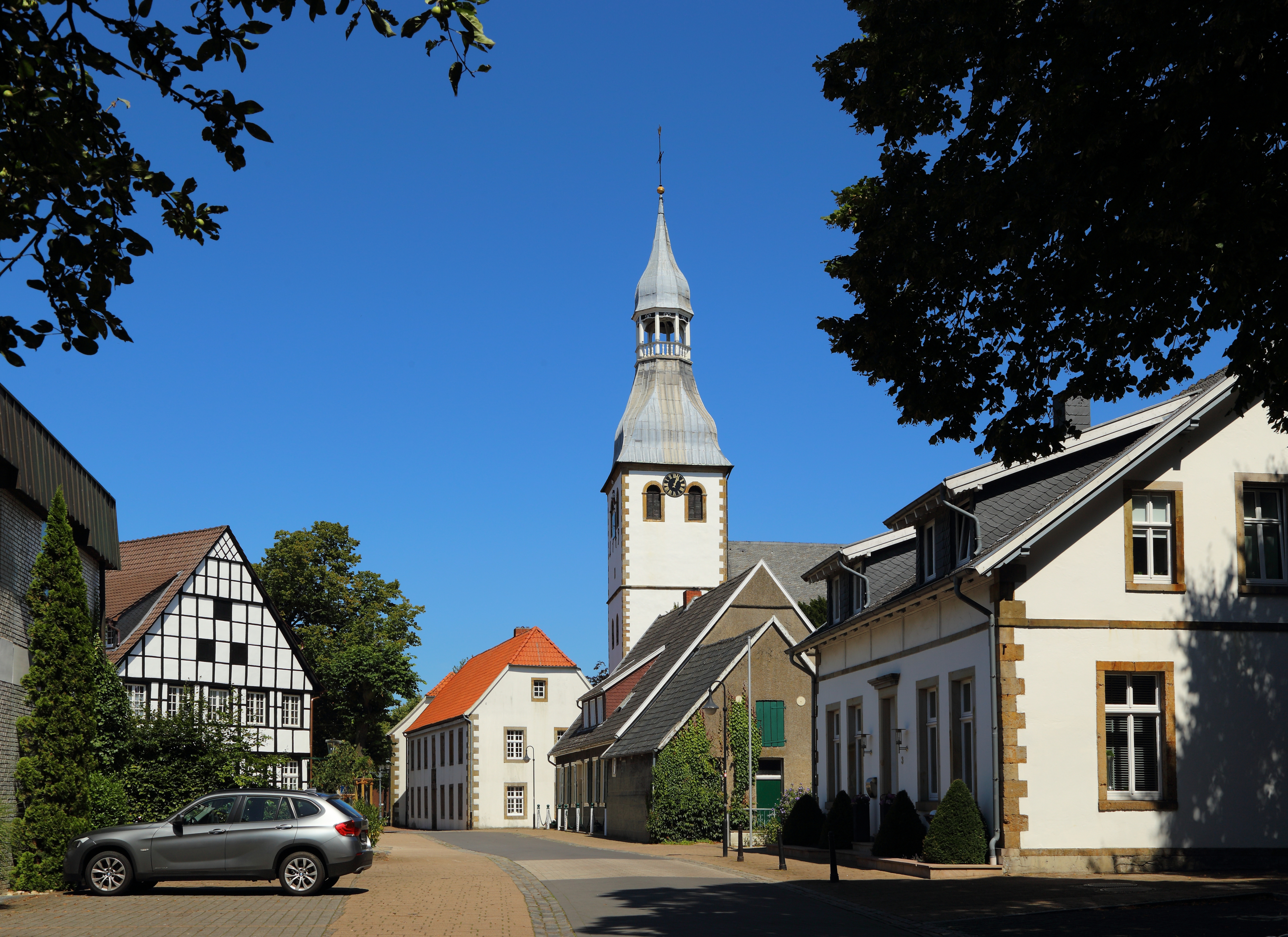
De Brenninkmeyerstraße midden in Hopsten
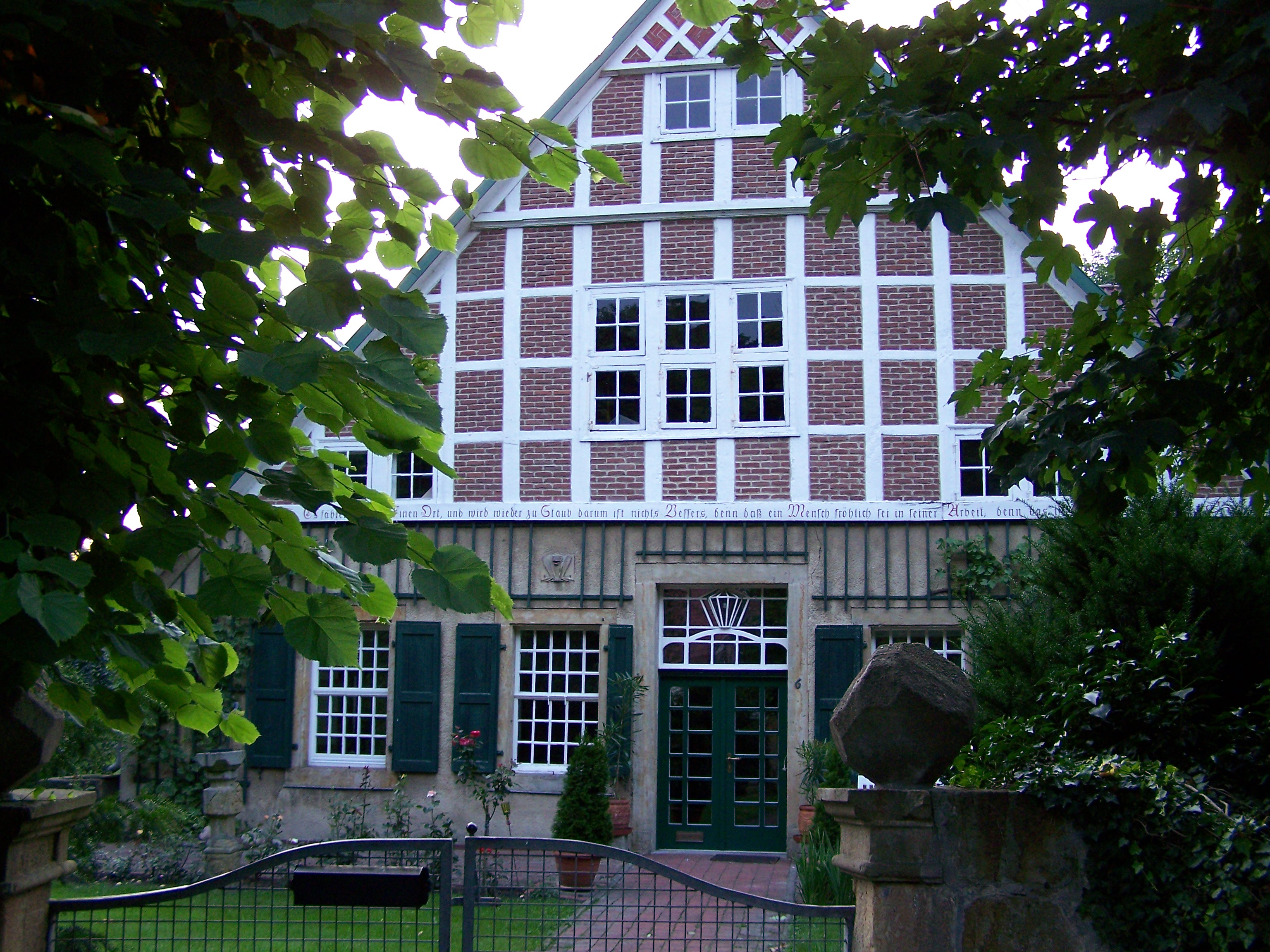
Haus Nieland, thans streekmuseum
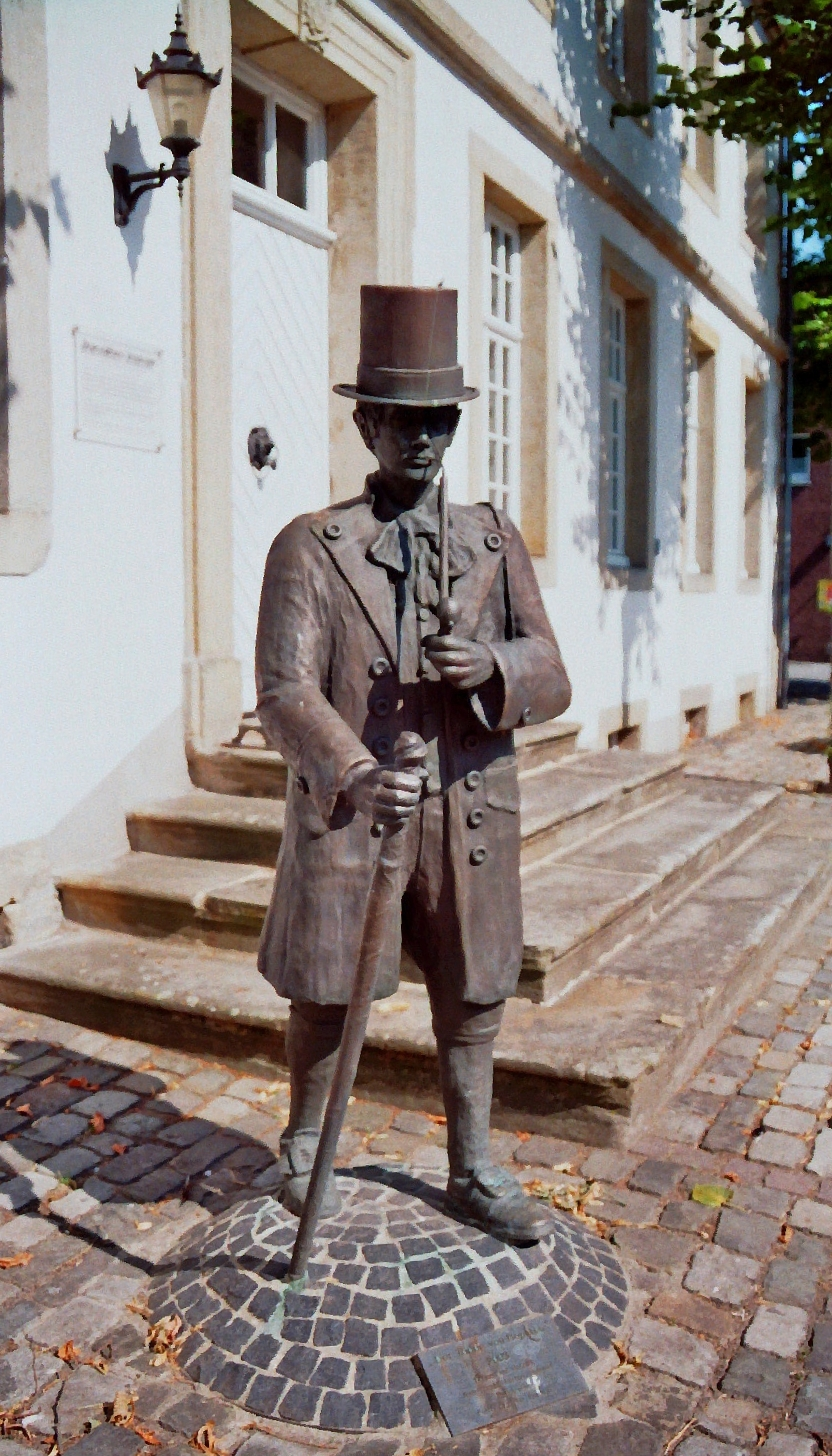
Töddenstandbeeld, Marktplatz
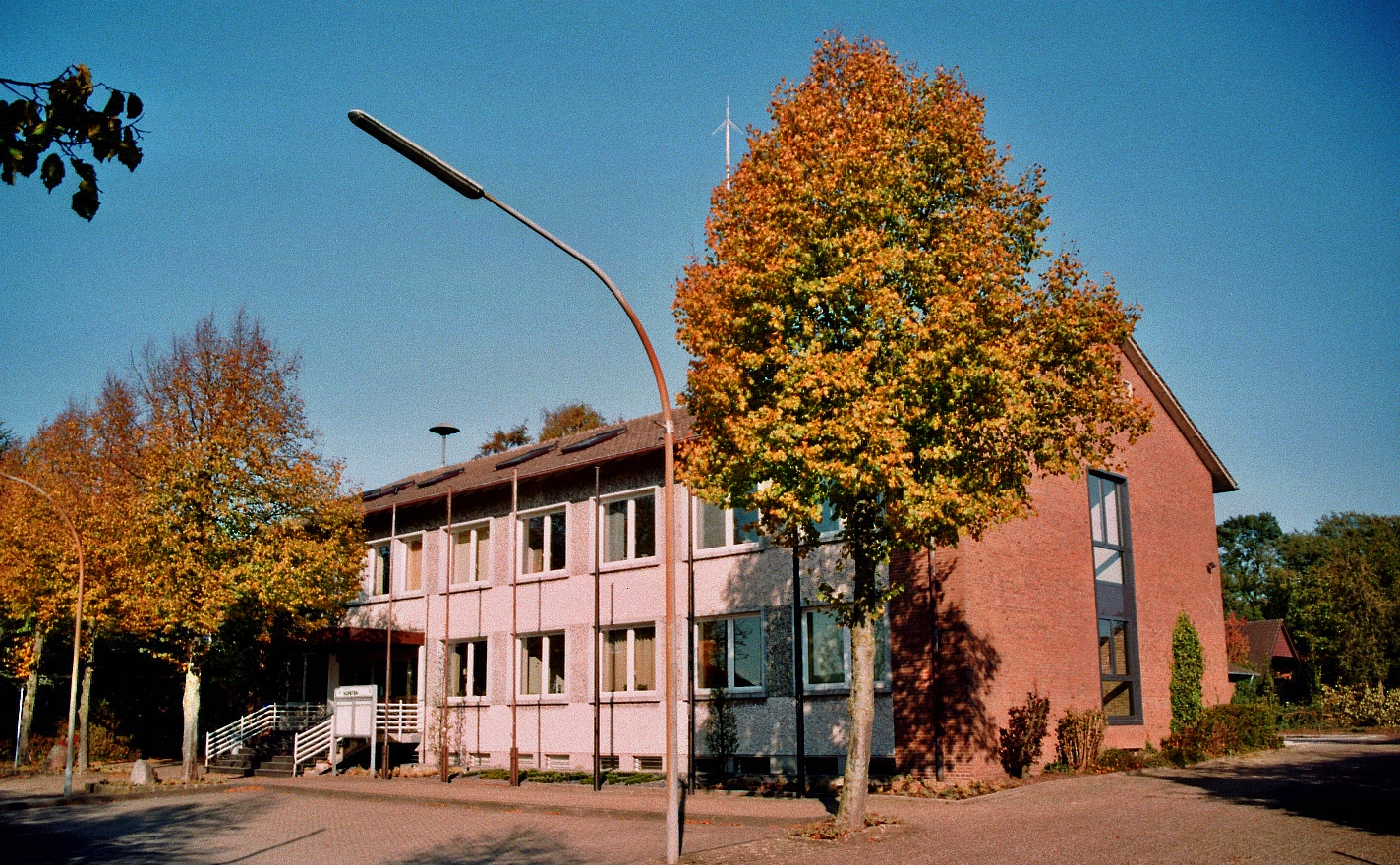
Gemeentehuis
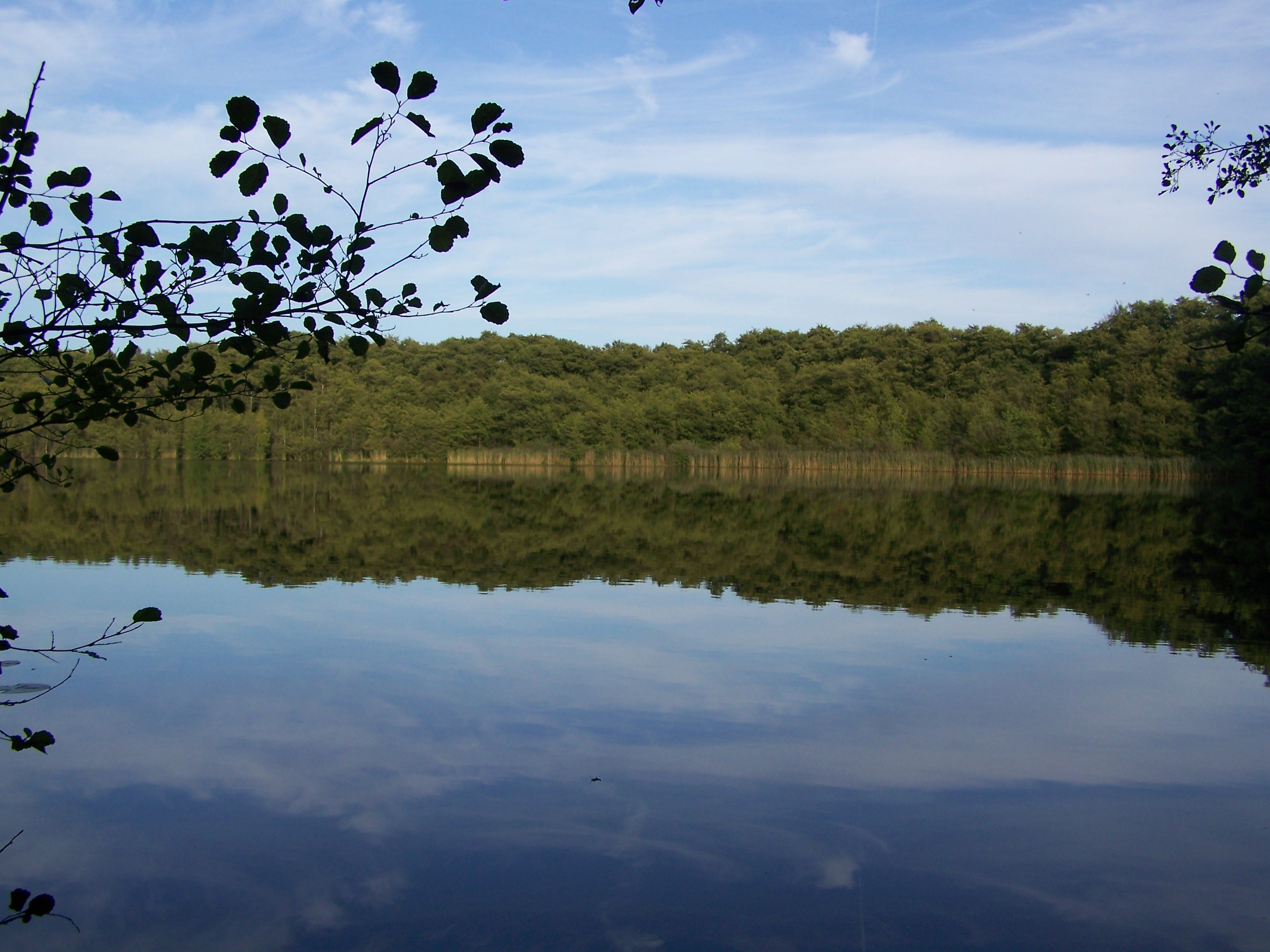
Natuurgebied Großes Heiliges Meer op de grens met Recke
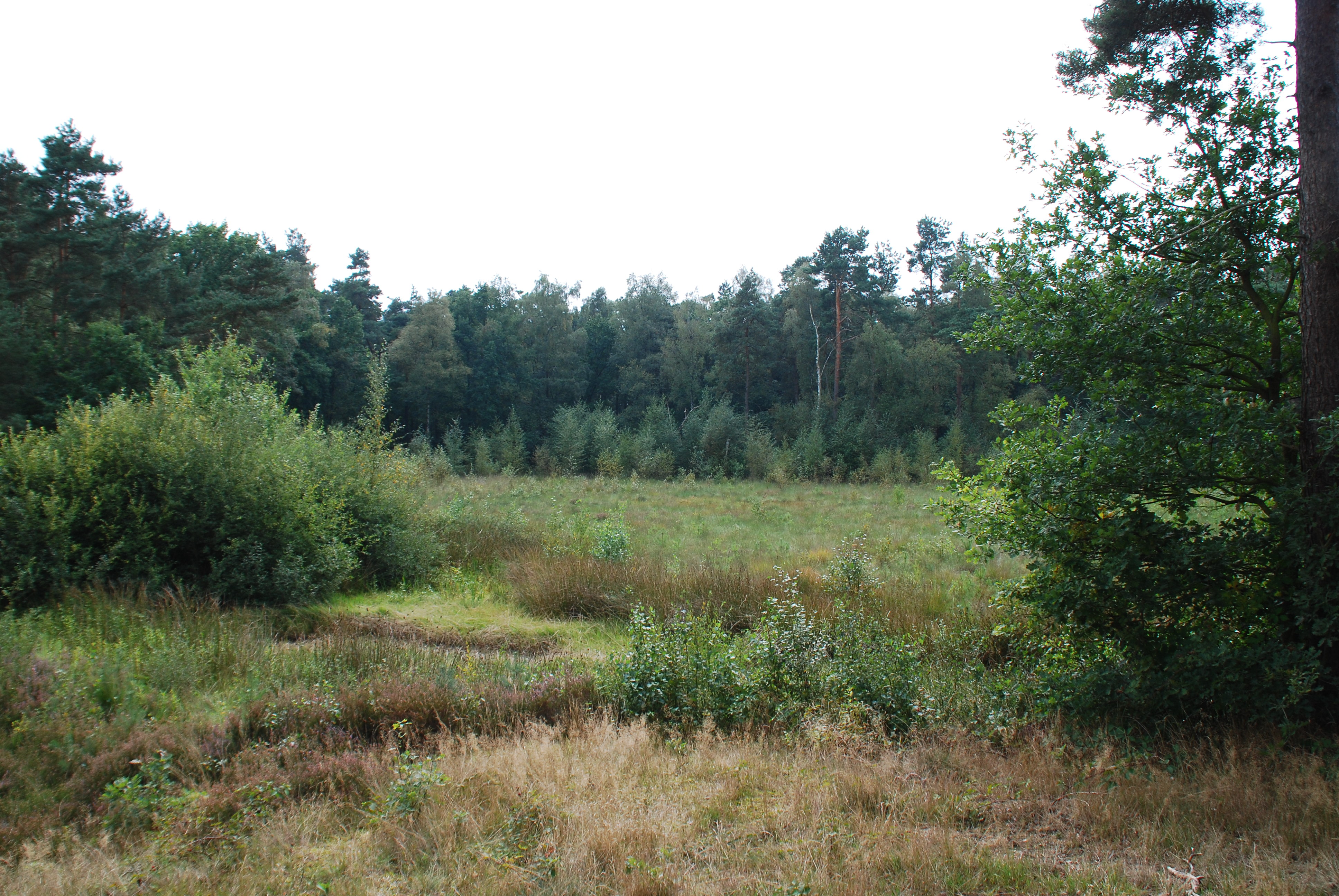
Het moerasgebied Koffituten ten oosten van Schale
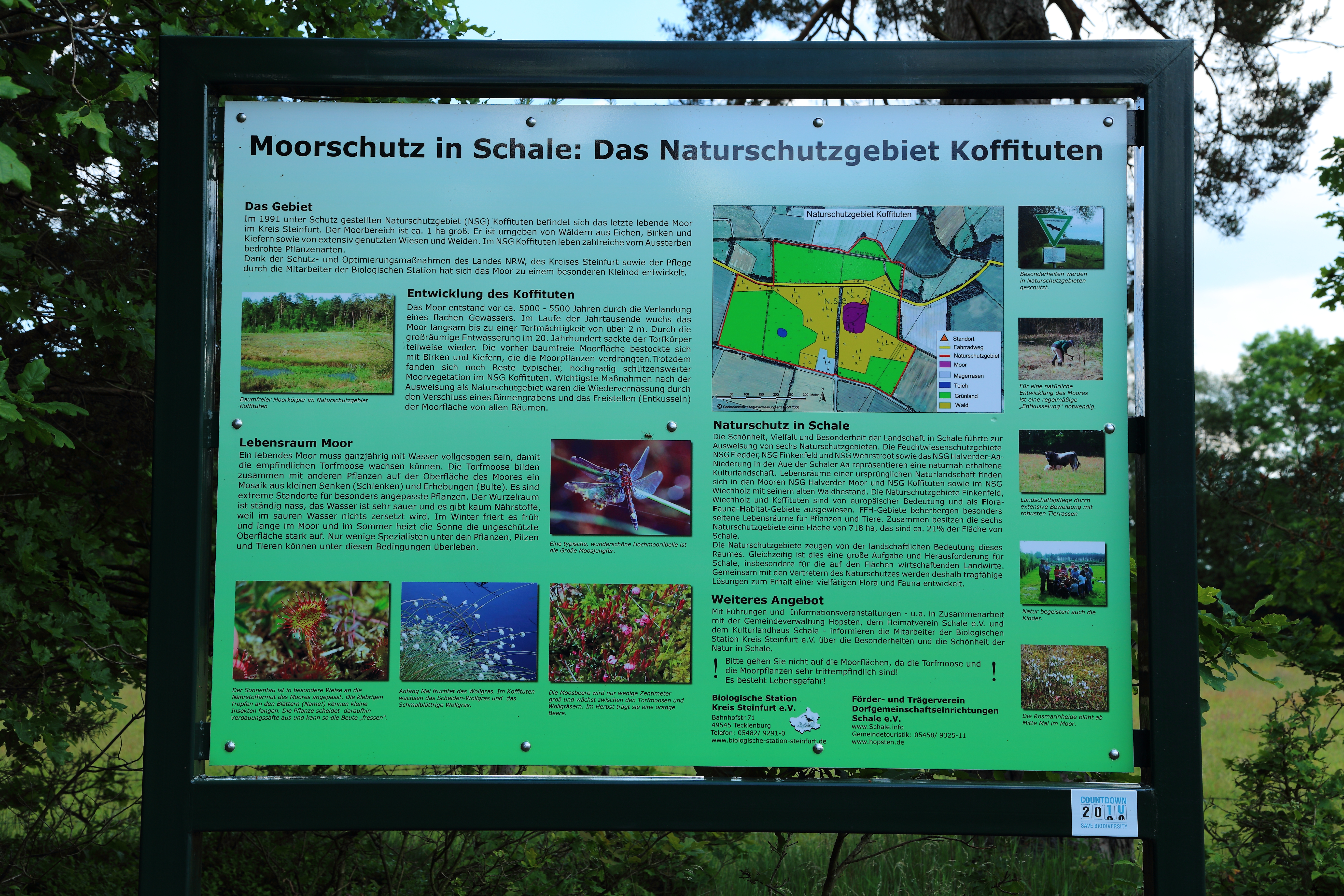
Infopaneel natuurreservaat Koffituten
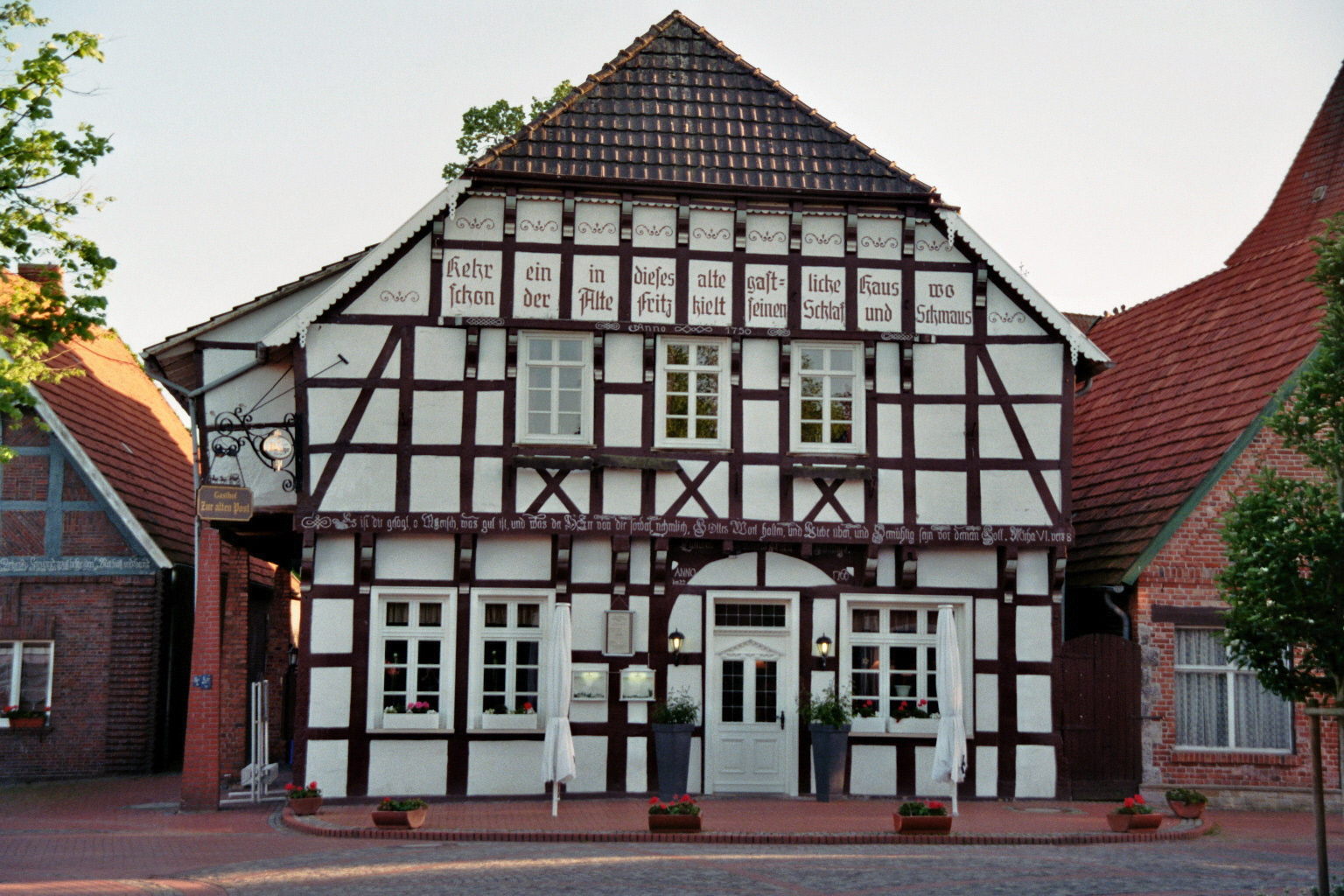
Herberg Zur alten Post  te Schale. Frederik II van Pruisen zou hier eens overnacht hebben.
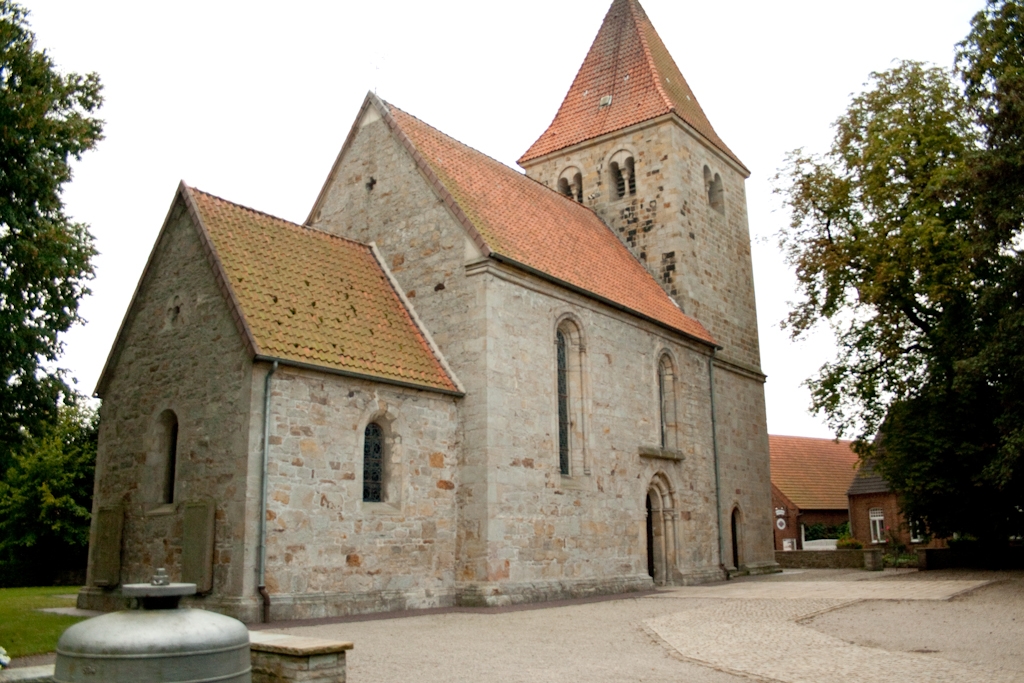
R.K. kerk te Schale
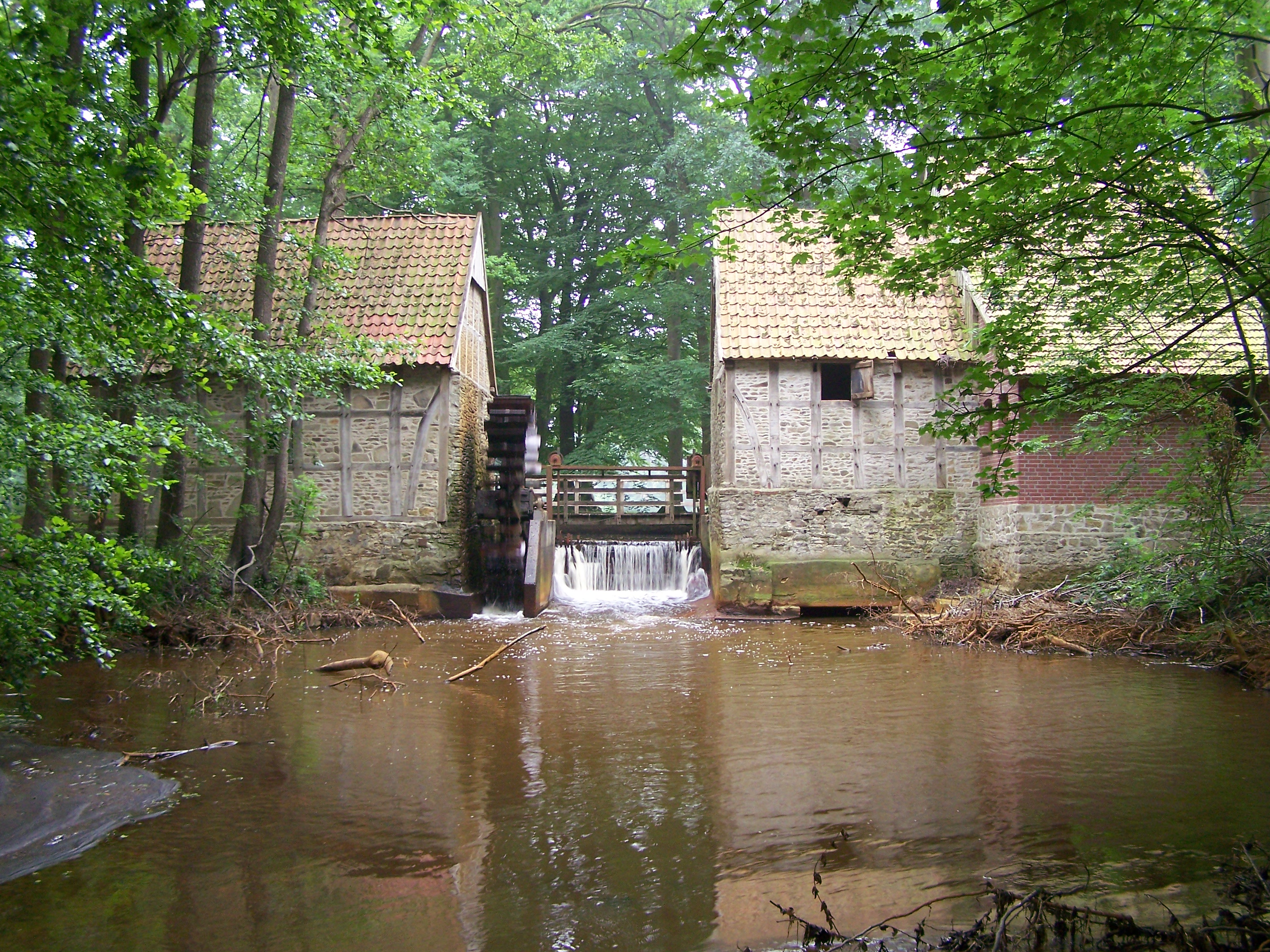
Watermolen Halverde

Altenberge · Emsdetten · Greven · Hopsten · Hörstel · Horstmar · Ibbenbüren · Ladbergen · Laer · Lengerich · Lienen · Lotte · Metelen · Mettingen · Neuenkirchen · Nordwalde · Ochtrup · Recke · Rheine · Saerbeck · Steinfurt · Tecklenburg · Westerkappeln · Wettringen